# Siglo con Frida: Frida Kahlo, Un Homenaje nacional
Siglo con Frida: Frida Kahlo, Un Homenaje nacional è un documentario per la TV del 2007 basato sulla vita della pittrice messicana Frida Kahlo.